# Балтер, Сэм
Сэмюэл Дж. «Сэм» Балтер-младший (англ. Samuel J. Balter, Jr.; 15 октября 1909 года, Детройт, штат Мичиган, США ― 8 августа 1998 года, Лос-Анджелес, штат Калифорния, США) ― американский баскетболист и комментатор.

## Карьера
Сэм Балтер принимал участие в летних Олимпийских играх 1936 года. Поскольку он был евреем, он изначально колебался по поводу участия в Играх, которые проводились в гитлеровской Германии, но затем Эйвери Брэндедж, президент Американского национального олимпийского комитета, заверил его в том, что никакой нацистской пропаганды на соревнованиях не будет.
Играл в американской баскетбольной команде, игроки которой завоевали золотые медали. Он принял участие в двух матчах турнира, но не в финальном матче. Был одним из немногих еврейских спортсменов, которые завоевали медали на гитлеровской Олимпиаде в Берлине в 1936 году.
Перед Олимпиадой Балтер играл в баскетбол в колледже в Лос-Анджелесе и в любительской баскетбольной команде, которая спонсировалась Universal Pictures.
Балтер, уже будучи знаменитостью, позже начал карьеру спортивного комментатора в Лос-Анджелесе, работая на радиостанции KLAC с 1946 по 1962 год. В 1950 году также стал работать и на местном телевидении. Был известен как «голос Калифорнийского университета в футболе и баскетболе». Также писал спортивные колонки для газеты Los Angeles Herald-Express.
Балтер был диктором при клубе Лос-Анджелес Старз, который входил в Американскую баскетбольную Ассоциацию до её слияния с Национальной баскетбольной ассоциацией. Также появлялся в ряде фильмов и телевизионных шоу, всегда в качестве радиодиктора или комментатора.

## Личная жизнь
Балтер был женат и у него была дочь. Он умер в результате осложнений после брюшной операции 8 августа 1998 года.